# Allan Lindberg
John Allan Lindberg (* 21. Juni 1918 in Västanfors; † 2. Mai 2004 in Garphyttan, Gemeinde Örebro) war ein  schwedischer Leichtathlet. 
Nach dem Gewinn der schwedischen Meisterschaft im Stabhochsprung 1946 siegte Lindberg bei den Europameisterschaften in Oslo mit schwedischem Landesrekord von 4,17 Meter. Er verbesserte den Rekord noch im selben Jahr auf 4,20 Meter und belegte damit Platz 8 in der Weltjahresbestenliste. Die gleiche Höhe erreichte er auch 1947. Bei den Olympischen Spielen 1948 in London sprang er in der Qualifikation 4,00 Meter, erreichte im Finale aber nur 3,80 Meter und belegte damit Rang 12.